# Fernando Lázaro
Fernando Lázaro Rodrigues Alves (São Paulo, Estado de São Paulo, Brasil; 3 de junio de 1981) es un entrenador de fútbol brasileño y analista de rendimiento.

## Trayectoria
Comenzó a trabajar en el Corinthians en 1999 con solo 17 años como parte del departamento de computación. Trabajó en el club hasta 2016 cuando fue invitado por Tite, entonces  entrenador de la selección de Brasil, a formar parte de su cuerpo técnico como analista de rendimiento; antes de unirse a la selección nacional, también trabajó como asistente de Fábio Carille.
En mayo de 2019 fue nombrado ayudante de Sylvinho en el Olympique de Lyon, pero abandonó el club cuando el técnico fue despedido el 15 de octubre de 2019. Regresó al Corinthians el 11 de enero de 2021, tras ser nombrado coordinador del Cifut (Centro de Inteligência do Futebol – Football Intelligence Center).
El 17 de mayo de 2021 tras la destitución de Vagner Mancini fue nombrado entrenador interino de la plantilla principal del Corinthians. Su primer partido a cargo del club ocurrió tres días después, en una goleada 5-0 en casa de Sport Huancayo, por la Copa Sudamericana. Después de que Sylvinho fuera contratado como nuevo técnico del Corinthians el 23 de mayo, dirigió al club un partido más antes de volver a su puesto original.
En febrero de 2022 fue nuevamente nombrado entrenador interino del Corinthians luego de que Sylvinho fuera despedido. Regresó a la jefatura de análisis de desempeño a fines de mes, luego del nombramiento de Vítor Pereira.
El 20 de noviembre de 2022 fue nombrado entrenador permanente del Corinthians para la temporada 2023. El 20 de abril de 2023 fue destituido del cargo de entrenador, aunque volvió a formar parte de la Comisión Deportiva Permanente del club.

## Vida personal
Fernando Lázaro es hijo del exfutbolista campeón del Mundo en 1970 Zé Maria.

## Estadísticas como entrenador
| Equipo               | Div.  | Temporada | Liga  | Liga | Liga | Liga | Liga |       | Copa | Copa | Copa | Copa  |   | Internacional | Internacional | Internacional | Internacional | Internacional |   | Otros | Otros | Otros | Otros |   | Totales     | Totales | Totales | Totales | Totales | Totales | Totales | Totales |
| Equipo               | Div.  | Temporada | Part. | G    | E    | P    | Pos. | Part. | G    | E    | P    | Part. | G | E             | P             | Pos.          | Part.         | G             | E | P     | Part. | G     | E     | P | Rendimiento | GF      | GC      | Dif.    |         |         |         |         |
| -------------------- | ----- | --------- | ----- | ---- | ---- | ---- | ---- | ----- | ---- | ---- | ---- | ----- | - | ------------- | ------------- | ------------- | ------------- | ------------- | - | ----- | ----- | ----- | ----- | - | ----------- | ------- | ------- | ------- | ------- | ------- | ------- | ------- |
| Corinthians · Brasil | 1.ª   | 2021      | -     | -    | -    | -    | -    | -     | -    | -    | -    | 2     | 2 | 0             | 0             | Int.          | -             | -             | - | -     | 2     | 2     | 0     | 0 | 100%        | 9       | 0       | +9      |         |         |         |         |
| Corinthians · Brasil | 1.ª   | 2022      | -     | -    | -    | -    | -    | 5     | 4    | 1    | 0    | -     | - | -             | -             | -             | -             | -             | - | -     | 5     | 4     | 1     | 0 | 86.67%      | 10      | 4       | +6      |         |         |         |         |
| Corinthians · Brasil | 1.ª   | 2023      | 1     | 1    | 0    | 0    | Inc. | 14    | 6    | 5    | 3    | 2     | 1 | 0             | 1             | Inc.          | -             | -             | - | -     | 17    | 8     | 5     | 4 | 56.86%      | 25      | 15      | +10     |         |         |         |         |
| Corinthians · Brasil | Total | Total     | 1     | 1    | 0    | 0    | -    | 19    | 10   | 6    | 3    | 4     | 3 | 0             | 1             | -             | -             | -             | - | -     | 24    | 14    | 6     | 4 | 66.66%      | 44      | 19      | +25     |         |         |         |         |
| 1. 2.                |       |           |       |      |      |      |      |       |      |      |      |       |   |               |               |               |               |               |   |       |       |       |       |   |             |         |         |         |         |         |         |         |

#### Resumen por competencias
| Torneo            | PD | G  | E | P | GF | GC | Dif. | Rendimiento | Mejor resultado  |
| ----------------- | -- | -- | - | - | -- | -- | ---- | ----------- | ---------------- |
| Brasileirão       | 1  | 1  | 0 | 0 | 2  | 1  | +1   | 100%        | Séptimo lugar    |
| Copa de Brasil    | 1  | 0  | 0 | 1 | 0  | 2  | -2   | 0%          | Tercera ronda    |
| Paulistão         | 18 | 10 | 6 | 2 | 30 | 15 | +15  | 66.67%      | Cuartos de final |
| Copa Libertadores | 2  | 1  | 0 | 1 | 3  | 1  | +2   | 50%         | Fase de grupos   |
| Copa Sudamericana | 2  | 2  | 0 | 0 | 9  | 0  | +9   | 100%        | Fase de grupos   |
| Total             | 24 | 14 | 6 | 4 | 44 | 19 | +25  | 66.66%      | -                |